# Lis Løwert
Lis Løwert (Kopenhagen, 7 december 1919 - aldaar, 26 november 2009) was een Deens actrice.
Na een verbintenis aan Det Ny Teater van 1937 tot 1940 werd zij in de jaren van de Tweede Wereldoorlog verder opgeleid aan de toneelschool van Det Kongelige Teater in Kopenhagen. Zij had een breed repertoire in het theater en speelde tussen 1938 en 1971 in 23 speelfilms, maar het populairst werd zij om haar rollen in twee televisieseries: die van Mille Clausen in Huset på Christianshavn (1970-1977) en die van Violet Vinter in Matador (1978-1981).
Zij was van 1947 tot zijn dood in 1998 gehuwd met de acteur Bjørn Watt-Boolsen.